# NHKニュースあおもり645
NHKニュースあおもり645（エヌエイチケイニュースあおもりろくよんご）は、NHK青森放送局で放送されていた『NHKニュース』のローカルニュース番組である。

## 放送時間
- 土日　18:45 - 19:00
  - 2015年度までは祝日も放送していたが、2016年度から祝日のローカルニュース・気象情報は、仙台発に変更。更に、2020年度からは、土日のローカルニュース・気象情報も、仙台発に変更された。
  - ただし、青森県内で、緊急・重大ニュース発生時や重大な気象事案発生時及び編成の都合で仙台から東北ブロック放送ができないなどの場合は、土日祝日関係無く青森からの放送に切り替える。ただし、EPGは、『ニュース645』ではなく、『青森県のニュース「○○関連」』や『ニュース・気象情報（青森）』と表示される。
  - また、国政選挙直前や大相撲で青森県出身力士が幕内最高優勝する可能性がある時は全編または一部を青森ローカルに切り替える場合がある[1]。

## 概要
- 平日のみ放送される「あっぷるワイド」内ニュースコーナーの、週末版といった位置付けの番組である。また、オリンピック放送などの場合、以下のような対応をとる。
  - 2008年8月16日（土曜日）と8月17日（日曜日）の両日は北京オリンピック｢女子レスリング｣中継（八戸市出身の伊調姉妹も出場）があった関係で、当番組は休止となり、後続番組「NHKニュース7」の全国パート後に青森ローカルニュースを放送した。
- オープニングタイトルは「NHKニュース」、地上デジタル放送の電子番組ガイド（EPG）では「ニュース645」とそれぞれ表示される。
- 2025年度から、「あっぷるワイド645」として、該当枠のローカルニュースが復活する。

## タイムテーブル
- 18:45 - 18:53:オープニングと青森県内のニュース、大相撲期間は青森県出身力士の結果も放送
- 18:53 - 18:55:東京から全国の気象情報
- 18:55 - 18:58.55:県内の気象情報・周辺海域の海上予報など

## キャスター
- 青森放送局のアナウンサーが交替で担当（基本的に土曜は南山吉弘、日曜は都倉悠太だが、他のアナウンサーも土日不定期で担当する）。

## その他
- 年末年始の期間は、曜日に関わらず、18:50番組開始となり、EPGの番組タイトルも｢NHKニュース｣となった上で、直接「NHKニュース7」と接続する。なお、2016年度から年末年始も仙台発に変更された。